# Emmet Reid Blake
Emmet Reid Blake (29 de noviembre de 1908-10 de enero de 1997) fue un ornitólogo, coleccionista y conservador de aves, en el Museo Field de Historia Natural, estadounidense. Durante su carrera realizó expediciones por Sudamérica y recolectó cerca de 20 000 ejemplares de aves y describió varias especies nuevas. También escribió un libro importante sobre las aves de México y comenzó un tratado de cinco volúmenes sobre las aves neotropicales.

## Biografía
Blake nació en el condado de Abbeville (Carolina del Sur) y creció cerca de Greenwood (Carolina del Sur) donde deambulaba por los bosques y se interesó por la naturaleza cuando era niño. Un familiar le enseñó a disecar ejemplares de aves. Se unió al Presbyterian College donde su afición por coleccionar animales, especialmente reptiles, le dio el sobrenombre de "Snaky" Blake, aunque más tarde sus amigos le apodaron "Bob". Después de graduarse en 1928, salió de Greenwood hacia la Universidad de Pittsburgh, donde trabajó en un surtidor de gasolina por la noche para costearse los estudios de posgrado. También demostró ser un buen boxeador y casi llega a trabajar como entrenador de boxeo en la YMCA. Cuando era estudiante se unió a una Expedición de National Geographic al mando de Ernest Holt a lo largo del Río Negro en la frontera de Brasil y Venezuela. Leon Mandel lo contrató en 1931 para recolectar especímenes para el Museo Field. Después de completar su maestría en 1933 en la Universidad de Pittsburgh, nuevamente fue invitado a unirse a una expedición a Guatemala y posteriormente a otra en Belice para el Museo Carnegie. Se unió al personal del Museo Field de Historia Natural en 1935 y continuó trabajando casi hasta su muerte. Se unió al Cuerpo de Contrainteligencia del Ejército de los EE. UU. Hacia el final de la Segunda Guerra Mundial y fue destinado al norte de África. Recibió un Corazón Púrpura por su servicio. En 1953 publicó Birds of Mexico. También ayudó a revisar la Lista de verificación de las aves del mundo de Peters. En 1977 publicó el primer volumen del Manual of Neotropical Birds, pero los cuatro volúmenes restantes fueron completados por otros después de su muerte.
Blake era un ornitólogo de la vieja escuela y fue uno de los autores de una nota en el Auk que reprendía los nuevos enfoques ecológicos. Se casó con Margaret Bird y tuvieron dos hijas. Murió en Evanston (Illinois).
La especie de lagarto venezolano Anadia blakei se nombró así en su honor.